# Endiandra hayesii
Endiandra hayesii är en lagerväxtart som beskrevs av André Joseph Guillaume Henri Kostermans. Endiandra hayesii ingår i släktet Endiandra och familjen lagerväxter. Inga underarter finns listade i Catalogue of Life.